# НСУ 5/15 ПС
НСУ 5/15 ПС био је мали аутомобил произведен између 1914. и 1918. године, као и након Првог светског рата између 1921. и 1925. године од стране немачког произвођача аутомобила НСУ у њиховој фабрици у Некарсулму, који је наследник модела 5/12 ПС и појавио се на тржишту неколико месеци пре Првог светског рата.
Аутомобил је покретао четвороцилиндрични линијски мотор који је имао је запремину 1232 цм³ (пречник х ход = 70 к 78 мм), снаге 11 kW (15 КС) при 1800 обртаја. са подмазивањем под притиском и магнетним паљењем. Снага мотора се преносила преко конусног квачила, тробрзинског мењача и вратила на задње точкове.
Међуосовински растојање је било 2420 мм и размак точкова 1150 мм. Тежина шасије је 900 кг и максимална брзина 60 км/ч.
НСУ 5/15 ПС је био доступан са каросеријам као отворени туринг аутомобил са два или три седишта, дупли фетон или лимузина "пигеон" са чврстим кровом типа "Hardtop".
Након завршетка Првог светског рата, 1921. године, 5/15 ПС се појавио у новом облику. Међуосовинско растојање је повећано на 2.496 мм, убачен је нови мотор који је имао запремину од 1.231 цм³ (Пречник х ход = 60 мм х 90 мм) и снагу 15,4 kW (20,7 КС) при 2100 о/мин. Квачило је замењен квачилом са више плоча у уљаном купатилу и мењач је имао четири степена преноса.
До 1925. године је произведено више од 2.500 примерака популарног аутомобила и то у тешким економским приликама. Заменио га је модел 5/25 ПС.